# Tui Lau
Tui Lau è un titolo nobiliare delle Figi che è stato creato da Ma'afu nel 1869 per le sue conquiste delle Isole Lau.